# Курнуж
Курнуж — река в России, протекает в Шахунском и Тоншаевском районах Нижегородской области. Устье реки находится в 268 км по левому берегу реки Пижма. Длина реки составляет 22 км.
Исток реки юго-восточнее деревни Красная Речка (Туманинский сельсовет) в 11 км к северо-востоку от города Шахунья. Неподалёку от истока Пинала текут верховые притоки Малой Какши, здесь проходит водораздел бассейнов Вятки и Ветлуги Течёт на северо-восток, протекает посёлок Кировский и деревню Зотово, в обоих населённых пунктах на реке плотины и запруды. Впадает в Пижму ниже деревни Ширта (Большекувербский сельсовет).

## Данные водного реестра
По данным государственного водного реестра России относится к Камскому бассейновому округу, водохозяйственный участок реки — Вятка от города Котельнич до водомерного поста посёлка городского типа Аркуль, речной подбассейн реки — Вятка. Речной бассейн реки — Кама.
Код объекта в государственном водном реестре — 10010300412111100036405.